# Tony Maudsley
Tony Maudsley, född 30 januari 1968 är en engelsk skådespelare känd bland annat för att ha spelat Kenneth Du Beke i ITV:s komediserie Benidorm och George Shuttleworth i Coronation Street.